# Maxibrev
Maxibrev eller brevpakke er det største brevformat, der findes til afsendelse af postforsendelser. Den maksimale brevstørrelse varierer fra land til land og fra leverandør til leverandør. Maxibreve leveres af postbudet sammen med øvrige breve og andre postforsendelser. Maxibreve kræver i udgangspunktet ingen kvittering for modtagelse, men de kan også leveres som rekommanderet post, hvor modtagerkvittering er et krav.

## I Danmark
I Danmark er Post Danmarks krav til at forsendelser må kaldes for breve at forsendelsen højst vejer 2 kg, højst er 60 cm i længden og længden+bredden+tykkelse må højst være 90 cm.
Er det over 33 cm x 23 cm x 2 cm eller vejer det over 1 kg, skal der altid betales porto for maxibrev. Er det mindre er det tilstrækkeligt at betale porto for storbrev.
En rulle eller stang afsendt som brev er altid et maxibrev. Minimum: Længde 10 cm og længde + 2 x diameter eller 2 x højde = 17 cm. Maksimum: Længde 90 cm og længde + 2 x diameter eller 2 x højde = 104 cm